# Stanisław Kobylski
Stanisław Kobylski herbu Pierzchała – stolnik liwski w 1763 roku.
Żonaty z Katarzyną Horodyską.
Wybrany sędzią kapturowym ziemi halickiej w 1764 roku.